# Maverick Rowan
Maverick Rowan, né le 14 juillet 1996, à Fort Lauderdale, en Floride, est un joueur américain de basket-ball. Il évolue aux postes d'arrière et d'ailier.